# Мне тринадцать было
«Мне тринадцать было», или (N. N. «Мне тринадцать было …») (укр. Мені тринадцятий минало) — стихотворение Тараса Шевченко.
Создание стихотворения датируется по месту автографа в «Малой книжке» среди произведений 1847 года и по времени пребывания Шевченко с 22 июня 1847 по 11 мая 1848 в Орской крепости, ориентировочно это конец июня — декабрь 1847.
В конце 1849 или в начале 1850 года, (не позднее дня ареста поэта 23 апреля), после возвращения из Аральской описательной экспедиции к Оренбургу, Шевченко переписал стихотворение из раннего автографа «Малой книжки». Впоследствии, в конце пребывания в ссылке в Новопетровском укреплении, Шевченко дописал криптоним «N. N.», возможно, имея в виду подругу детства Оксану Коваленко, образ которой изображён в этом произведении. Об Оксане Коваленко говорится также в стихотворении «Мы вместе когда-то росли» (укр. «Ми вкупочці колись росли»).